# St. Maria (Balzhausen)

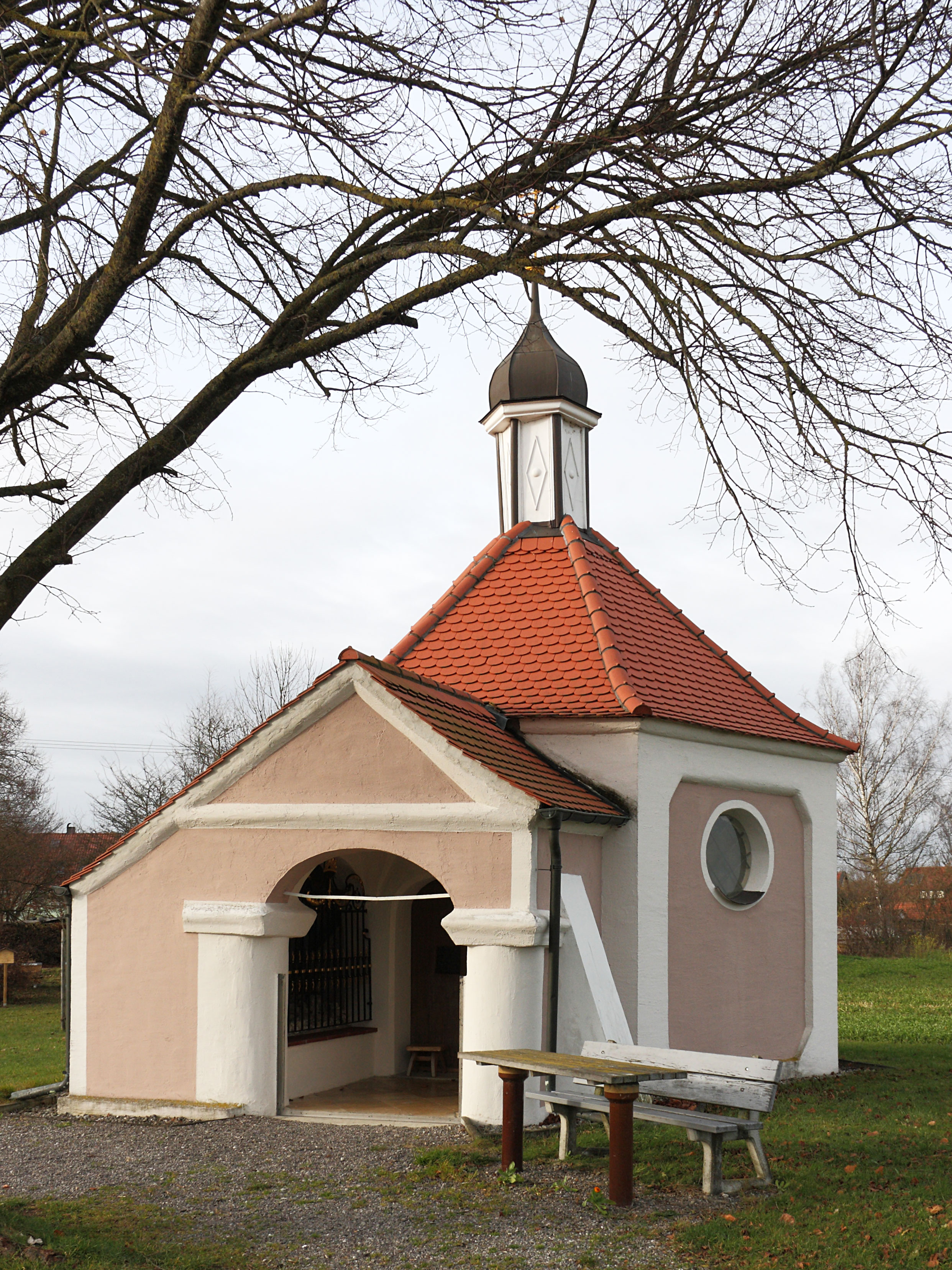
St. Maria in Balzhausen

Die römisch-katholische Kapelle St. Maria, auch als Blumenfeldkapelle bezeichnet, steht in Balzhausen, einer Gemeinde im schwäbischen Landkreis Günzburg in Bayern. Das Bauwerk ist  in der Liste der Baudenkmäler in Balzhausen als Baudenkmal unter der Nr. D-7-74-115-5 eingetragen.

## Beschreibung
Die Kapelle wurde um 1700 westlich des Ortes in der Feldmark von Maurermeister Michael Ruf erbaut. Der sechseckige, mit Lisenen gegliederte Zentralbau ist mit einem sechsseitigen Zeltdach bedeckt, das von einer Laterne gekrönt wird, die mit einer Zwiebelhaube bedeckt ist. Das Portal befindet sich in einer kreuzgratgewölbten Vorhalle im Süden, in der auf der Westseite eine Ölbergkapelle angefügt ist. Zur Kirchenausstattung gehören ein Altar, der 1702 von Lorenz Luidl gebaut wurde, und eine Mater Dolorosa aus dem späten 15. Jahrhundert.